# Franco Collado
Franco Collado (Diego de Almagro, Chile, 20 de abril de 1994) es un futbolista chileno. Se desempeña jugando como portero y actualmente milita en Naval de la Segunda División Profesional de Chile.

## Carrera
Franco llega al primer equipo de Huachipato tras su paso por la cantera. Hace su debut profesional ante Colo Colo en el Torneo Clausura 2015, luego de la lesión del arquero titular Guillermo Reyes.

## Clubes
| Club                      | País  | Años      |
| ------------------------- | ----- | --------- |
| Club Deportivo Huachipato | Chile | 2015-2016 |
| Naval                     | Chile | 2016-Act. |